# عمرو بن عبسة
الصحابي عمرو بن عبسة السلمي  أسلم بمكة قديما، وهو من السابقين الأولين في الإسلام.

## نسبه
عمرو بن عبسة بن خالد بن حذيفة بن عمرو بن خلف بن مازن بن مالك بن ثعلبة بن بهثة بن سليم بن منصور بن عكرمة بن خصفة بن قيس بن عيلان بن مضر، يكنى أبا نجيح.

## بداية إسلامه
أخبرنا معن بن عيسى قال حدثنا معاوية بن صالح عن أبي يحيى سليم بن عامر وضمرة وأبي طلحة أنهم سمعوا أبا أمامة الباهلي يحدث عن عمرو بن عبسة قال أتيت رسول الله ﷺ وهو نازل بعكاظ قال قلت يا رسول الله من معك في هذا الأمر قال معي رجلان أبو بكر وبلال قال فأسلمت عند ذلك قال ولقد رأيتني ربع الإسلام قال فقلت يا رسول الله أمكث معك أو ألحق بقومي قال الحق بقومك فيوشك أن تفيء بمن ترى وتحيي الإسلام، وأخرج الإمام مسلم بسنده عن أبي أمامة قال: (قال عمرو بن عبسة السُّلميُّ: كنت وأنا في الجاهلية، أظنُّ أن الناس على ضلالةٍ، وأنهم ليسوا على شيء، وهم يعبدون الأوثان، فسمعت برجلٍ بمكة يُخبرُ أخباراً، فقعدتُ على راحلتي، فقدمتُ عليه، فإذا رسول الله ﷺ مستخفياً، جُراءُ عليه قومهُ، فتلطَّفتُ حتى دخلت عليه بمكة، فقلت له: ما أنت؟ قال: (أنا نبيٌّ) فقلت: وما نبيٌّ؟ قال: (أرسلني الله). فقلت: وبأيِّ شيء أرسلك؟
قال: (أرسلني بصلة الأرحام وكسر الأوثان وأن يُوحَّد الله لا يُشرك به شيءٌ) قُلتُ له: فمن معك على هذا؟ قال: (حُرٌّ وعبدٌ). قال: ومعه يومئذ أبو بكر وبلال ممن آمن به. فقلت: إني مُتبعك...)

## حياته
قال ثم أتيته قبل فتح مكة فسلمت عليه قال وقلت يا رسول الله أنا عمرو بن عبسة السلمي أحب أن أسألك عما تعلم وأجهل وينفعني ولا يضرك قال محمد بن عمر لما أسلم عمرو بن عبسة بمكة رجع إلى بلاد قومه بني سليم وكان ينزل بصفنة وحاذة وهي من أرض بني سليم فلم يزل مقيما هناك حتى مضت بدر وأحد والخندق والحديبية وحنين ثم قدم على رسول الله صلى الله عليه وسلم بعد ذلك المدينة فصحبه وسمع منه وروى عنه، روى عنه ابن مسعود وسهل بن سعد وأبو أمامة الباهلي ومعدان بن أبي طلحة اليعمري وأبو عبد الله الصنابحي وشرحبيل بن السمط وكثير بن مرة وسليم بن عامر وعبد الرحمن بن البيلماني وعبد الرحمن بن عائذ وأبو طبية الكلاعي وأبو سلام الأسود وعبد الرحمن بن يزيد بن موهب وجبير بن نفير وآخرون.

## وفاته
قال ابن حجر: وأظنه مات في أواخر خلافة عثمان، فإني لم أر له ذكراً في الفتنة ولا في خلافة معاوية. توفي في مدينة حمص.